# Легка атлетика на літніх Олімпійських іграх 2008 — біг на 400 метрів з бар'єрами (жінки)
Змагання з бігу на 400 метрів з бар'єрами у жінок на Літніх Олімпійських іграх 2008 у Пекіні проходили з 17 по 20 серпня на Пекінському національному стадіоні.

## Медалісти
| Золото              | Срібло         | Бронза                       |
| Мелані Вокер Ямайка | Шіна Тоста США | Таша Денверс Велика Британія |

## Кваліфікація учасників
Національний олімпійський комітет (НОК) кожної країни мав право заявити для участі у змаганнях не більше трьох спортсменів, які виконали норматив А (55,60 с) у кваліфікаційний період з 1 січня 2007 року по 23 липня 2008 року. Також НОК міг заявити не більше одного спортсмена з тих, хто виконав норматив В (56,50 с) за той же період. Кваліфікаційні нормативи були встановлені ІААФ.

## Рекорди
Дані наведено на початок Олімпійських ігор. 
Шаблон:ОР і ОР
За підсумками змагань Мелані Вокер встановила новий олімпійський рекорд — 52,64 с.

## Змагання

### Попередні забіги
Перші три спортменки з кожного забігу незалежно від показаного часу автоматично потрапляють до півфіналу змагань. Також до наступного раунду потрапляють ще чотири людини, що показали найкращий час серед решти спортсменок.
Час результатів зазначено в секундах. Також використані такі скорочення:
- Q — кваліфікована за місцем у забігу
- q — кваліфікована за часом
- SB — найкращий результат у сезоні
- PB — найкращий результат у кар'єрі
- OR — олімпійський рекорд
- NR — національний рекорд
- DNF — не фінішувала

| Місце | Спортсмен           | Результат | Примітки |
| ----- | ------------------- | --------- | -------- |
| 1.    | Тіффані Росс-Вльямс | 55,51     | Q        |
| 2.    | Ірина Обедіна       | 55,71     | Q        |
| 3.    | Сатомі Кубокура     | 55,82     | Q        |
| 4.    | Шівон Стоддарт      | 56,52     |          |
| 5.    | Ієва Зунд           | 57,43     |          |
| 6.    | Люсімар Теодору     | 57,68     |          |

| Місце | Спортсмен       | Результат | Примітки |
| ----- | --------------- | --------- | -------- |
| 1.    | Таша Денверс    | 55,19     | Q, SB    |
| 2.    | Анастасія Отт   | 55,34     | Q        |
| 3.    | Нікіша Вілсон   | 55,75     | Q        |
| 4.    | Ангела Моросану | 56,07     | q, SB    |
| 5.    | Шіна Тоста      | 56,12     | q        |
| 6.    | Ніколіна Хорват | 56,65     |          |
| 7.    | Мішель Кері     | 57,99     |          |

| Місце | Спортсмен                 | Результат | Примітки |
| ----- | ------------------------- | --------- | -------- |
| 1.    | Мелані Вокер              | 54,46     | Q        |
| 2.    | Анастасія Рабченюк        | 55,18     | Q        |
| 3.    | Цветеліна Кирилова        | 55,22     | Q, PB    |
| 4.    | Куїн Куедіт Гаррісон      | 55,96     | q        |
| 5.    | Аїссата Сулама            | 56,37     | q        |
| 6.    | Кароль Мадлен Кабуд Мебам | 57,81     |          |
| 7.    | Галина Педан              | 1:00,31   |          |

| Місце | Спортсмен       | Результат | Примітки |
| ----- | --------------- | --------- | -------- |
| 1.    | Катерина Бікерт | 55,13     | Q        |
| 2.    | Ганна Єсієн     | 55,35     | Q        |
| 3.    | Зузана Гейнова  | 55,91     | Q        |
| 4.    | Тетяна Азарова  | 56,88     |          |
| 5.    | Муна Габір      | 57,16     |          |
| 6.    | Джосенн Лукас   | 57,76     |          |
| 7.    | Лая Форкаделл   | 58,64     |          |

### Півфінал
Перші чотири спортменкі з кожного забігу незалежно від показаного часу автоматично потрапляють у фінал змагань.
| Місце | Спортсмен       | Результат | Примітки |
| ----- | --------------- | --------- | -------- |
| 1.    | Шіна Тоста      | 54,07     | Q        |
| 2.    | Таша Денверс    | 54,31     | Q, SB    |
| 3.    | Ганна Єсієн     | 54,36     | Q        |
| 4.    | Катерина Бікерт | 54,38     | Q        |
| 5.    | Нікіша Вілсон   | 54,67     |          |
| 6.    | Анастасія Отт   | 54,74     | PB       |
| 7.    | Сатомі Кубокура | 56,69     |          |
| 8.    | Ангела Моросану | 57,67     |          |

| Місце | Спортсмен            | Результат | Примітки |
| ----- | -------------------- | --------- | -------- |
| 1.    | Мелані Вокер         | 54,20     | Q        |
| 2.    | Анастасія Рабченюк   | 54,60     | Q, PB    |
| 3.    | Тіффані Росс-Вільямс | 54,99     | Q        |
| 4.    | Зузана Гейнова       | 55,17     | Q        |
| 5.    | Аїссата Сулама       | 55,69     | SB       |
| 6.    | Ірина Обедіна        | 55,69     |          |
| 7.    | Куїн Куедіт Гаррісон | 55,88     |          |
| 8.    | Цветеліна Кирилова   | 55,97     |          |

### Фінал
| Місце | Спортсмен            | Результат | Примітки |
| ----- | -------------------- | --------- | -------- |
| 1.    | Мелані Вокер         | 52,64     | OR, NR   |
| 2.    | Шіна Тоста           | 53,70     |          |
| 3.    | Таша Денверс         | 53,84     | PB       |
| 4.    | Анастасія Рабченюк   | 53,96     | PB       |
| 5.    | Ганна Єсієн          | 54,29     | SB       |
| 6.    | Катерина Бікерт      | 54,96     |          |
| 7.    | Зузана Гейнова       | 54,97     |          |
| 8.    | Тіффані Росс-Вільямс | 57,55     |          |